# Samuel Pepys
Samuel Pepys [sémjuel píps], PRS, angleški politik in pisatelj, * 23. februar 1633, London, Anglija, † 26. maj 1703, London.

## Življenje in delo
Pepys je bil sin krojača. Študiral je na Šoli svetega Pavla v Londonu in na Magdalenskem kolidžu v Cambridgeu. Leta 1655 se je poročil in začel delati za svojega bratranca admirala Edwarda Montaguja, drugega Manchestrskega grofa. 1. januarja 1660 je začel pisati dnevnik, ki je njegovo glavno delo. Istega leta je postal uradnik Admiralitete. Na tem položaju je ostal pet let, v teku katerih je napredoval do najvišjih stopenj tedanje družbe.
Maja 1669 je zaradi slabega vida prenehal s pisanjem, kar ga pa ni odvrnilo od politične dejavnosti. Leta 1673 je bil imenovan za tajnika admiralitete in izvoljen v parlament kot predstavnik okrožja Norfolk. Leta 1676 je bil izvoljen za masterja v Trinity House. Leta 1679 je bil izvoljen v parlament kot predstavnik okrožja Harwich, a je zaradi političnih nasprotovanj odstopil s položaja pri Admiraliteti. Bil je celo obtožen izdajstva in vohunjenja v korist Francije in za dva meseca zaprt v towerju. Čeprav se je izkazal za nedolžnega, je naslednja leta deloval predvsem v tujini. Šele leta 1684 je spet prišel na položaj kraljevega tajnika za pomorske zadeve in nato parlamentarca. Ko je bil leta 1688 odstavljen kralj Jakob II. Angleški, je bilo konec tudi kariere njegovega zvestega sodelavca Pepysa, ki je bil naslednjega leta poražen na volitvah in je odstopil. Po nekaj mesecih je bil v kratkem presledku dvakrat zaprt kot pristaš bivšega kralja, a ni bilo dokazov v tem smislu. Po teh dogodkih se je Pepys odpovedal vsakemu javnemu delovanju. Leta 1701 se je umaknil iz Londona na podeželje, v Clapham, kjer je po dveh letih umrl.
Pepys se po ženini smrti leta 1669 ni več poročil in ni imel otrok.
Poleg svoje državne službe se je Pepys zelo zanimal za glasbo, gledališče in znanost. Leta 1665 so ga izbrali za člana Kraljeve družbe in med letoma 1684 in 1686 je bil njen sedmi predsednik. Pepys ni imel otrok. Njegov sodobnik  pisatelj John Evelyn se ga je spominjal kot »splošno ljubljenega, gostoljubnega, plemenitega, učenega v mnogih stvareh«. Njegova osebnost je razvidna iz njegovega osebnega mota mens cujusque is est quisque, kar lahko prevedemo kot Razum je bistvo človeka.

## Dnevnik
Glavno Pepysovo delo je dnevnik, ki ga je pisal od 1. januarja 1660 do maja 1669. Vsebuje opis najrazličnejših privatnih doživljajev in je zato prava slika Londonskega življenja v tistem obdobju. Najbolj zanimivi so opisi političnega vzdušja v času povratka monarhije po Cromwellovi republiki, razsajanja kuge leta 1665, velikega Londonskega požara leta 1666, kakor tudi natančno poročilo raznih dogodkov med drugo angleško-nizozemsko vojno (1665-1667).
Čeprav je Pepys pisal dnevnik samo za lastno veselje in ga ni nameraval objaviti, je verjetno v določenem trenutku uvidel, da bi njegovi zapiski utegnili zanimati širšo javnost. Zato je vse skupaj prepisal "na čisto" in posamezne liste dal vezati v šest knjig. Te je potem dodal v svojo obsežno knjižnico in jih katalogiziral kot ostale volumne. Kot je bila takrat navada, je bil dnevnik spisan v stenografiji, zato so ga večkrat prepisali v besedilo in nato dali v tisk. Razne izdaje so se med seboj precej razlikovale prav zaradi različnih interpretacij stenografskih znakov. Dokončna izdaja, ki je slonela na preučitvi vseh prejšnjih del, je izšla v letih 1893 do 1899 in je bila izpopolnjena z indeksi leta 1926. Zadnjič so bili dnevniki v celoti natisnjeni od leta 1970 do leta 1983, v enajstih knjigah.

## Knjižnica
Originali Pepysovih dnevnikov so ohranjeni v njegovi zbirki knjig, ki je danes vključena v knjižnico Magdalenskega kolidža v Kembridžu. Pepys je bil namreč vse življenje velik ljubitelj in zbiralec knjig. Zapustil je preko 3000 del, med katerimi več rokopisov in inkunabul, kar predstavlja največjo ohranjeno knjižnico 17. stoletja. Gradivo je shranjeno v originalnih knjižnih policah in vsebuje tudi komplicirana Pepysova navodila za pravilno ravnanje s knjigami in za njihovo pravilno razvrstitev, na primer nasvet, »naj se natančno postavijo v red po višini in ob potrebi naj se ta red čedno popravi«.